# Josef Hrdlička
Josef Hrdlička (ur. 19 stycznia 1942 w Velkich Opatovicach) – biskup pomocniczy ołomuniecki w latach 1990–2017.
Po ukończeniu szkoły średniej pracował jako robotnik w Velkich Opatovicach. Dopiero w 1967 został przyjęty na Wydział Teologiczny w Litomierzycach. 1 lipca 1972 został wyświęcony na księdza. Pracował w Ostrawie, Hoštejnie i Hynčicach, Maletínie, Mírovie. Był administratorem parafii Liptáň, Pitárné, Třemešná i Vysoká. W 1986 napisał kilka pieśni mszalnych, do których muzykę skomponował Zdeněk Pololáník.
17 marca 1990 Josef Hrdlička został mianowany biskupem Thunudruma i biskupem pomocniczym archidiecezji ołomunieckiej. 7 kwietnia 1990 przyjął święcenia biskupie. W Konferencji Biskupów Czech jest przewodniczącym komisji do spraw liturgii.
1 lutego 2017 przeszedł na emeryturę.